# Giampaolo Calanchini
Giampaolo Calanchini   (Argenta, 4 de febrer de 1937 - Bolonya, 19 de març de 2007) va ser un tirador d'esgrima italià, especialista en sabre, que va competir durant les dècades de 1950 i 1960.
El 1960 va prendre part en els Jocs Olímpics d'Estiu de Roma, on guanyà la medalla de bronze en la prova de sabre per equips del programa d'esgrima. Quatre anys més tard, als Jocs de Tòquio, va guanyar la medalla de plata en la mateixa prova.
En el seu palmarès també destaca una medalla de plata al Campionat del món d'esgrima de 1965.